# Pfarrkirche Niederolang

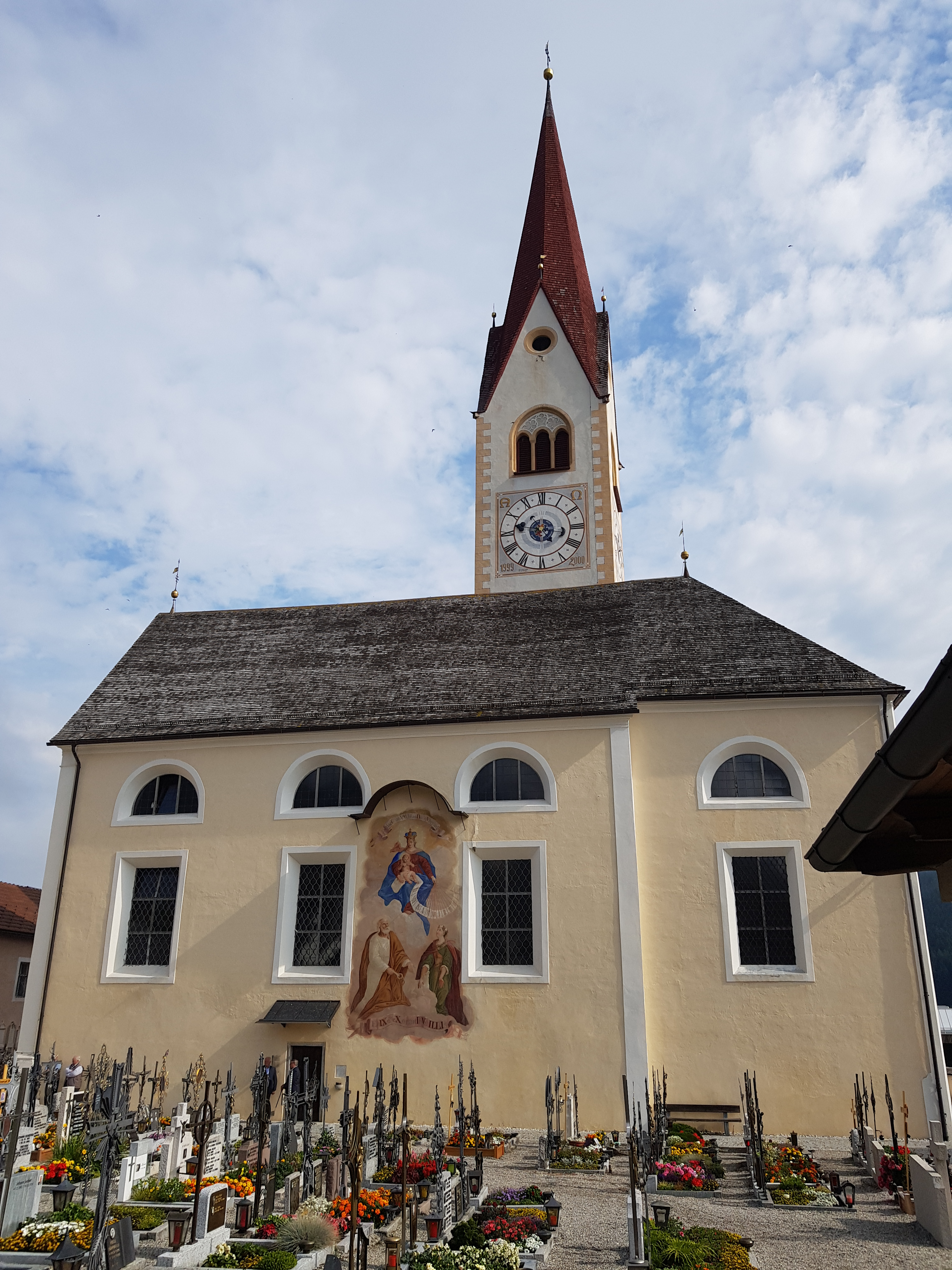
Pfarrkirche Niederolang (Südansicht)

Die Pfarrkirche Niederolang steht in der Fraktion Niederolang der Südtiroler Gemeinde Olang. Die katholische Kirche unter dem Patrozinium des heiligen Apostels Petrus und der heiligen Agnes gehört zum Dekanat Bruneck der Diözese Bozen-Brixen und ist dem Kloster Neustift inkorporiert. Das Kirchengebäude steht unter Denkmalschutz.

## Geschichte
Bei Olang handelt es sich mit großer Wahrscheinlichkeit um eine der Urpfarren Südtirols, zu der die umliegenden Gemeinden Geiselsberg, Rasen-Antholz, Percha, Oberwielenbach und St. Veit/Prags gehörten. Ein Pfarrer ist 1202 erstmals dokumentiert, seit 1221 gehört die Pfarre zum Kloster Neustift. 1304 ist ein Kooperator für die Filialkirchen bezeugt. Der Kirchturm, so wie er auch heute erhalten ist, wurde 1464 von Jörg Maurer errichtet. Die gotische Kirche, von der noch die westliche Langhauswand erhalten ist, ist in den Jahren 1709–1712 barock umgestaltet worden.

## Baubeschreibung
Am Äußeren der Kirche ist neben dem gotischen Spitzturm ein Fresko in einer Nische an der westlichen Langhauswand des Hans von Bruneck aus der Zeit um 1420 interessant, das eine seltenere Variante eines Verkündigungsbildes mit schwangerer Maria darstellt. Ein weiteres, aber barockes Außenfresko befindet sich an der dem Friedhof zugewandten Südwand der Kirche; es zeigt die Gottesmutter mit den beiden Kirchenpatronen Petrus und Agnes, außerdem ist dem Bild eine Sonnenuhr integriert. In dieser Wand befinden sich auch die Rechteck- und Lünettenfenster der Kirche.
Das Innere besteht aus einem dreijochigen Langhaus, das durch ein hohes Tonnengewölbe mit Stichkappen gedeckt wird. Ein kräftiger Triumphbogen leitet in den eingezogenen Chor mit geradem Schluss über. Ein beidseitig verkröpftes Gebälk erstreckt sich entlang von beiden Räumen, die durch gehäufte Pilaster gegliedert sind. Auf der doppelgeschossigen Empore befindet sich eine Brüstungsorgel der Firma Reinisch-Pirchner aus dem Jahr 1989. Die Deckengemälde schuf 1922 Johann Matthias Peskoller; sie zeigen über dem Hochaltar die Dreifaltigkeit mit den Evangelisten Johannes und Matthäus, im mittleren Bild über dem Langhaus das Martyrium der heiligen Agnes und im dritten Bild das Martyrium des Apostels Petrus.
Der Hochaltar mit den Seitenfiguren der heiligen Josef und Paulus stammt von Michael Rasner aus Brixen (1712); das Hochaltarbild schuf Matthias Gasser, es zeigt die Kirchenpatrone unter dem Innsbrucker Mariahilfbild. Der linke Seitenaltar ist dem heiligen Josef geweiht und zeigt dessen Tod. Das Gemälde wird flankiert durch die Figuren des heiligen Augustinus und dessen Mutter Monika. Am wertvollsten ist aber die hier aufgestellte Muttergottesfigur vom frühen 15. Jahrhundert, die früher in der Gruft der St.-Michaels-Kapelle am Friedhof stand. Der rechte Seitenaltar zeigt Papst Sylvester mit den von Rasner geschnitzten Figuren der Pestpatrone Sebastian und Rochus. Eine weitere Sebastiansfigur von Rasner befindet sich über der Sakristeitür. Die Kreuzwegbilder stammen von Johann Matthias Peskoller aus dem Jahr 1922.
Ebenfalls unter Denkmalschutz steht die Friedhofskapelle St. Michael. Der doppelgeschossige Bau stammt aus dem 15. Jahrhundert und wurde im 18. Jahrhundert umgestaltet (an der Tür liest man die Jahreszahl 1725). Die Kapelle besitzt einen polygonalen Chorschluss, ist mit Wandpfeilern gegliedert und weist, ebenso wie die Gruft, ein Tonnengewölbe auf.

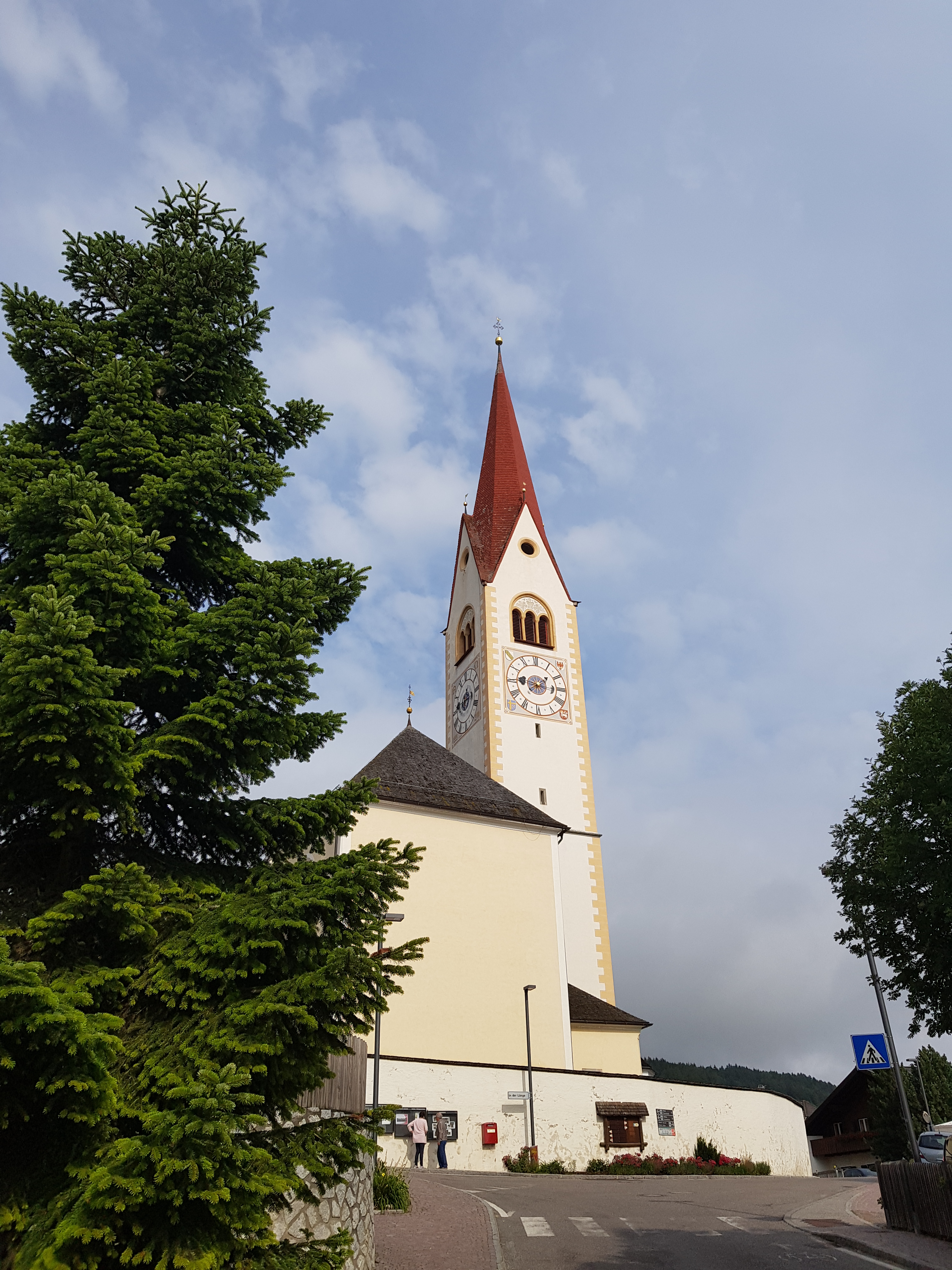
Ostseite
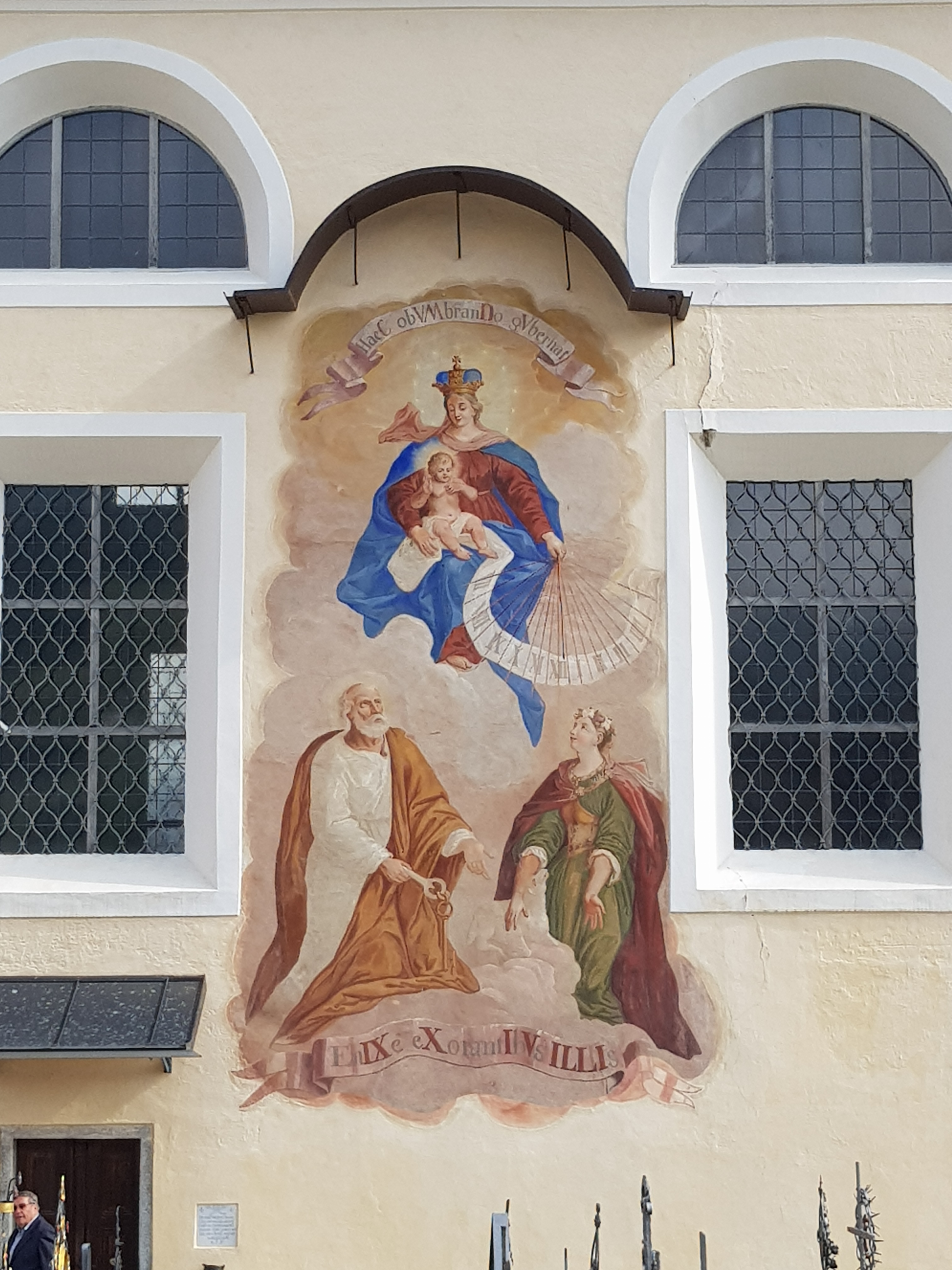
Barockfresko Maria mit Kirchenpatronen
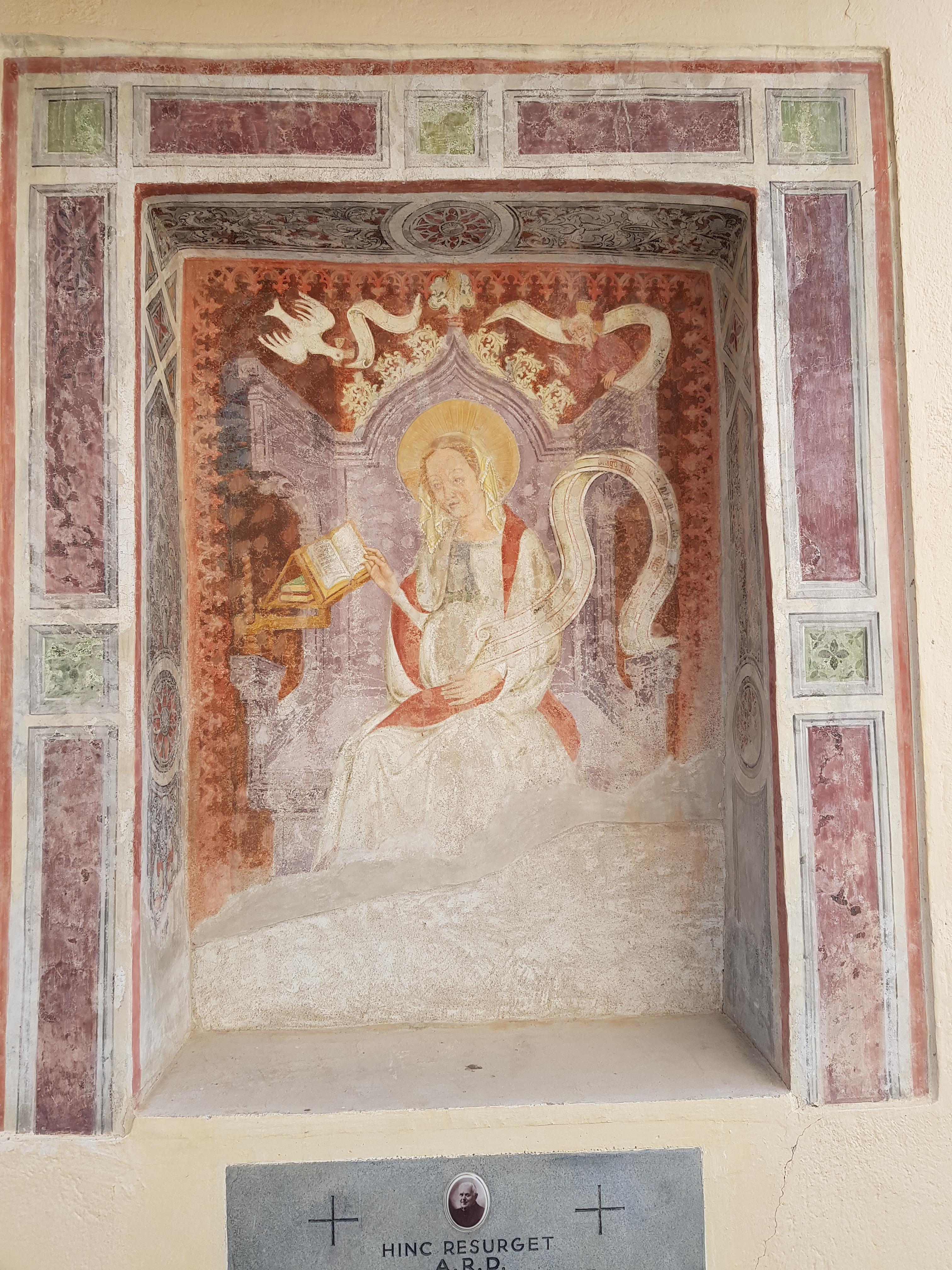
Fresko Verkündigung von Hans von Bruneck (um 1420)
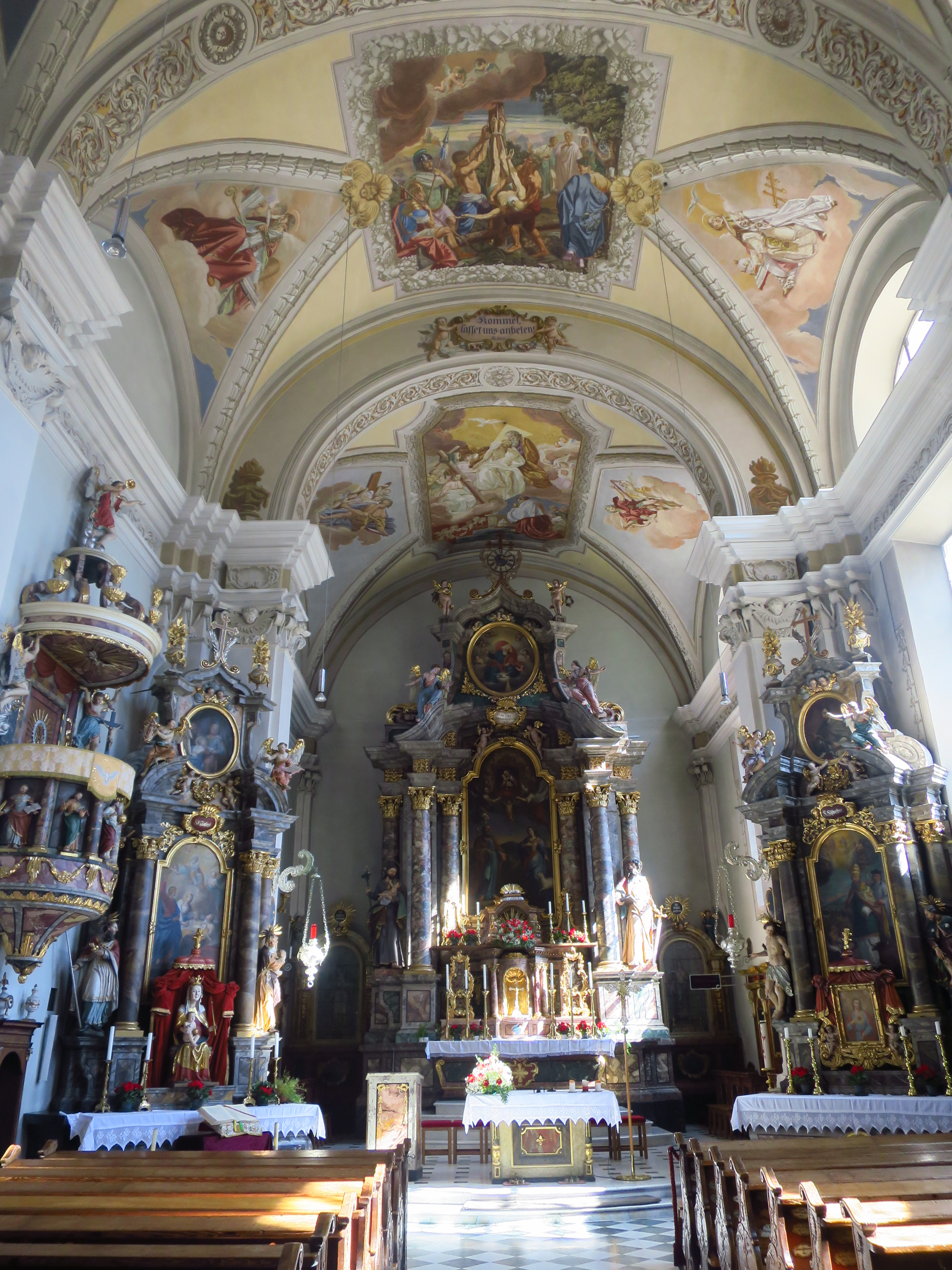
Innenraum
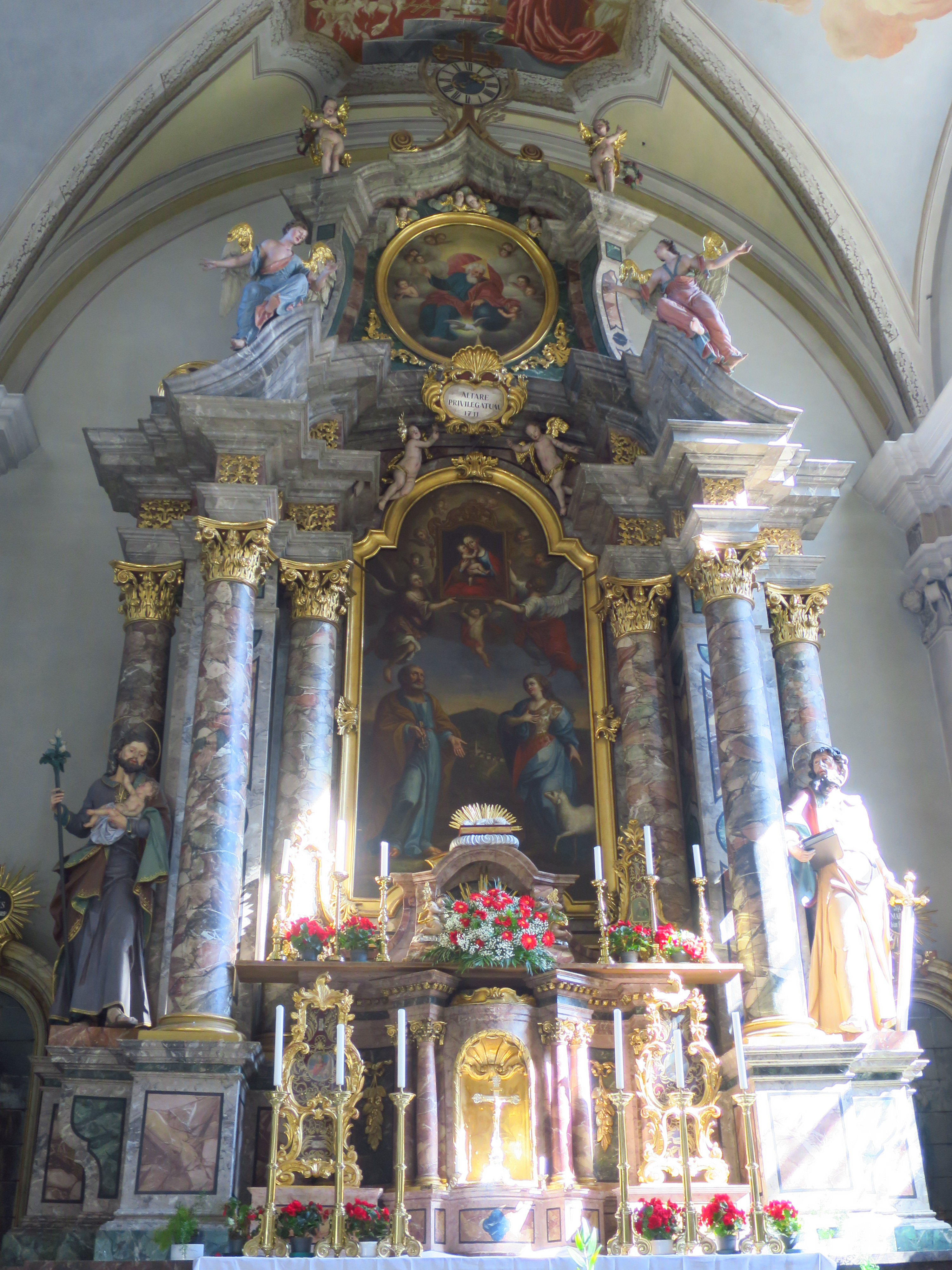
Hochaltar
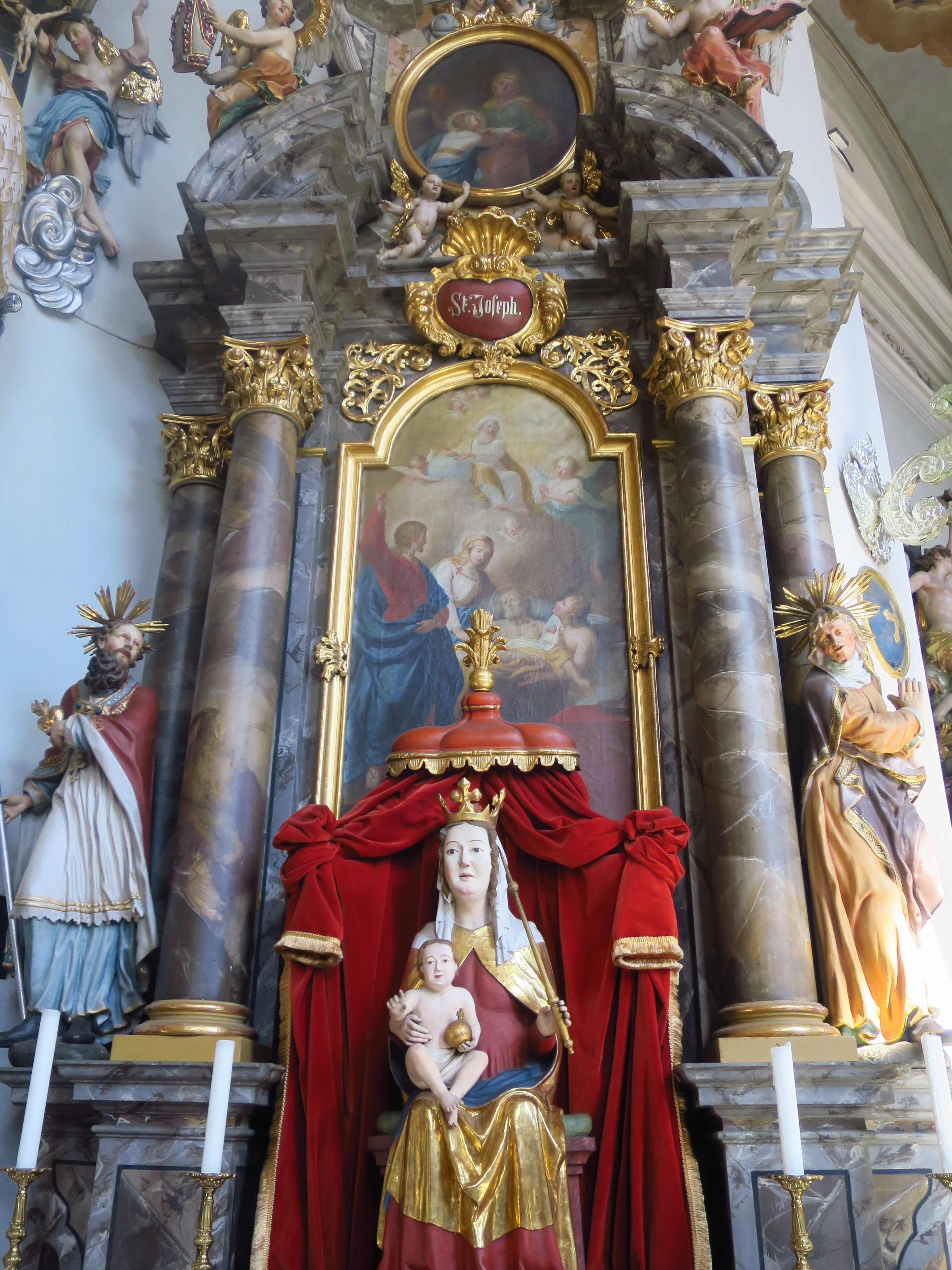
Josefsaltar
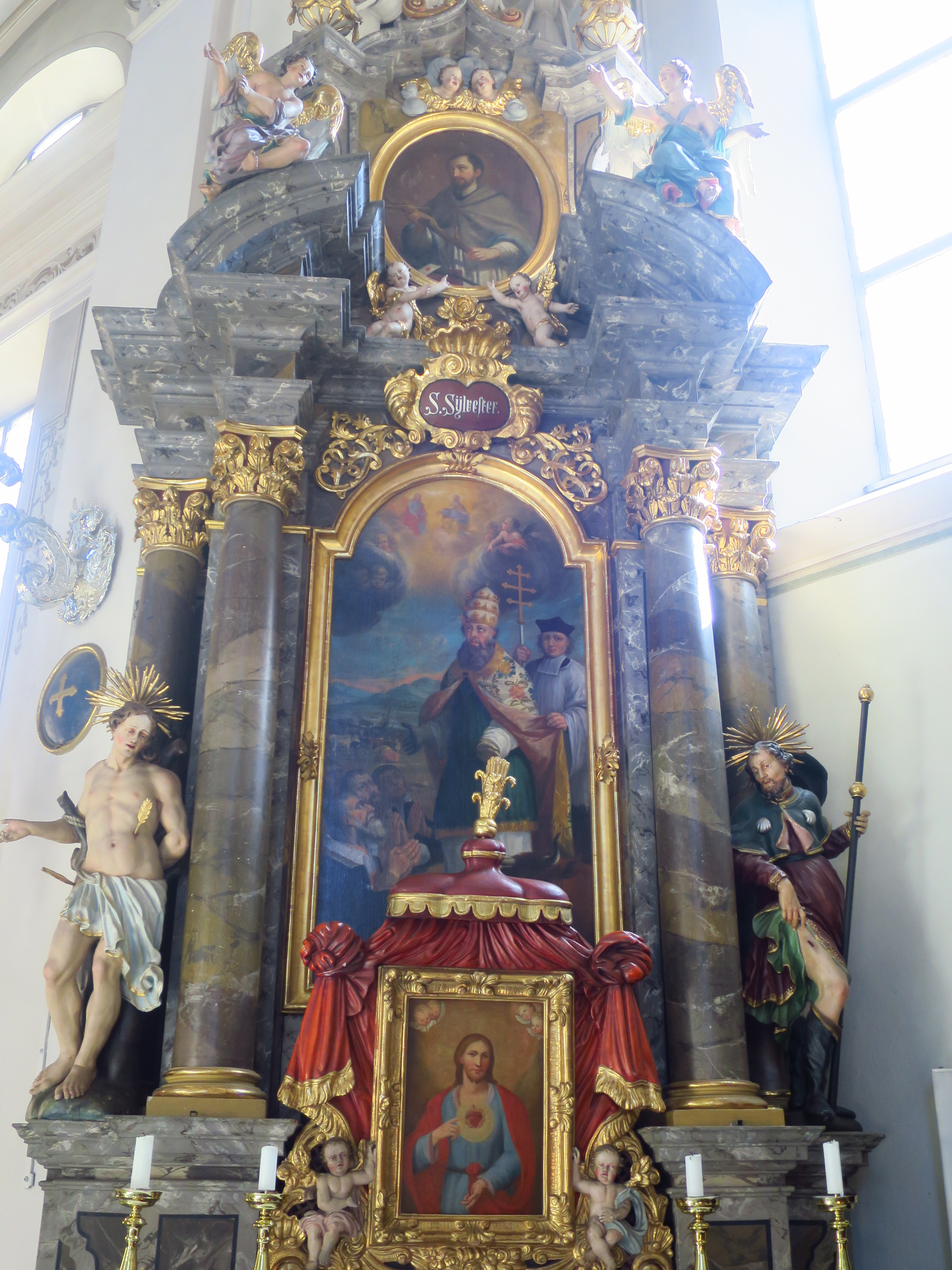
Silvesteraltar
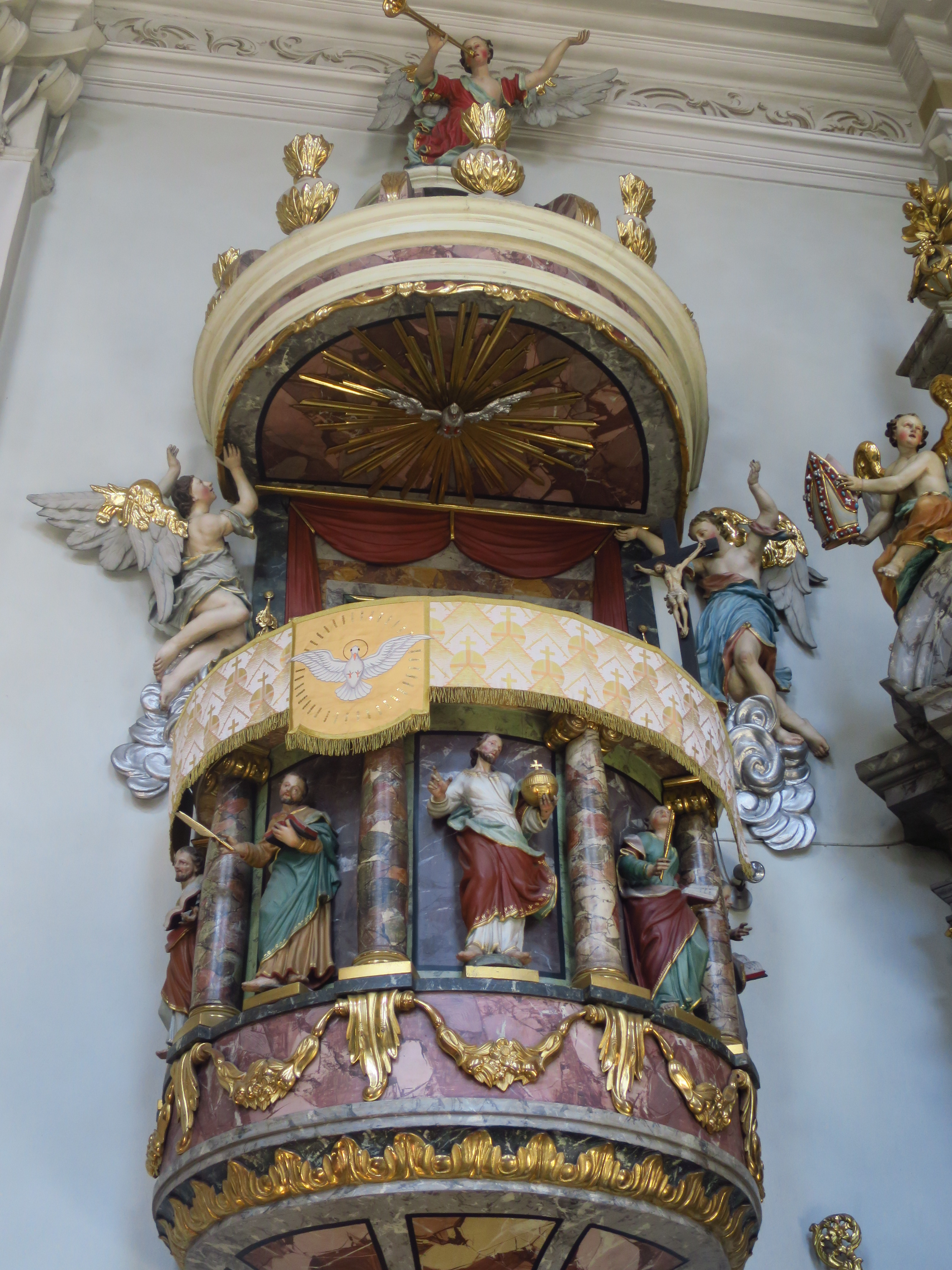
Kanzel
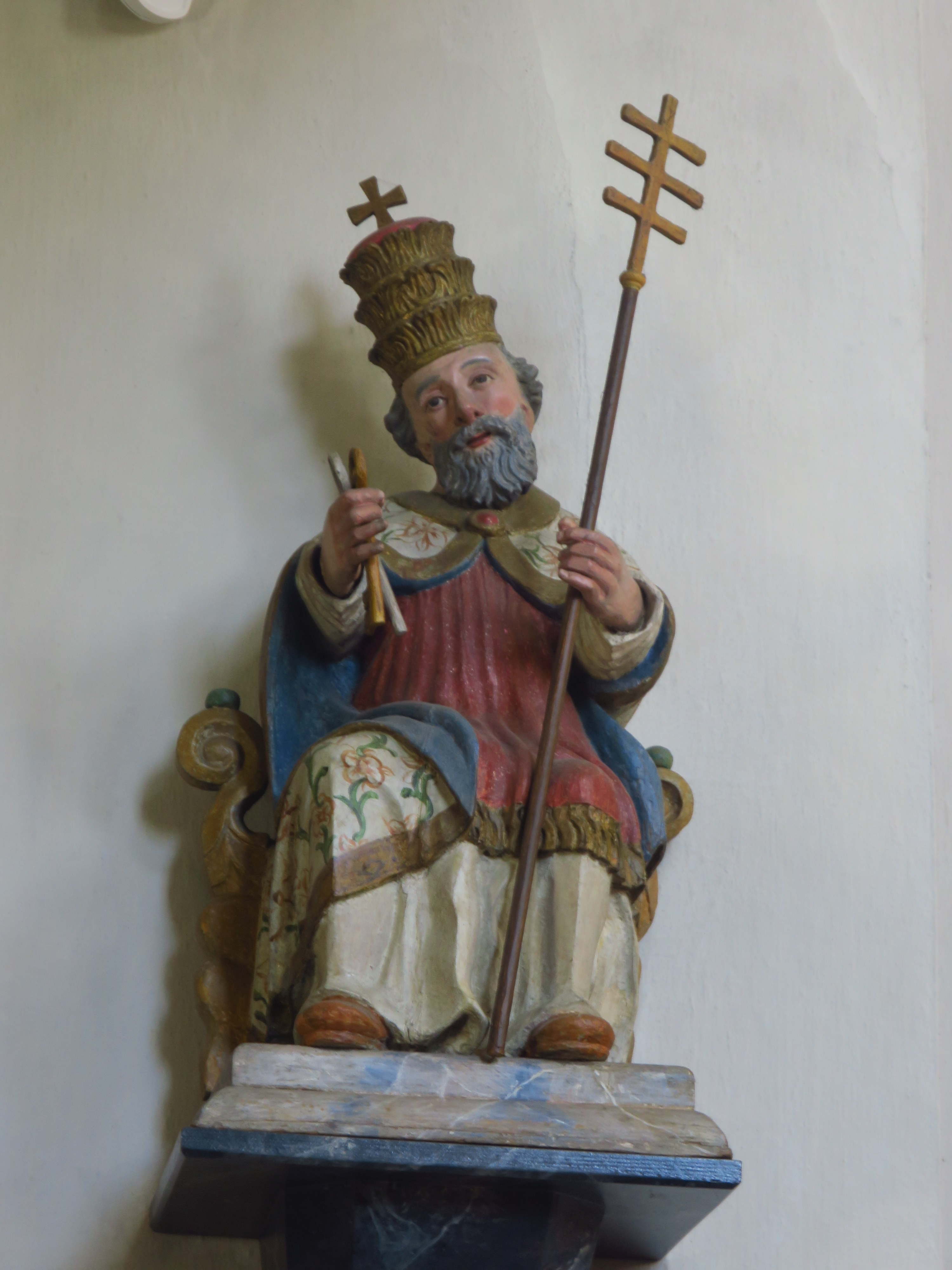
Papst Silvester I.
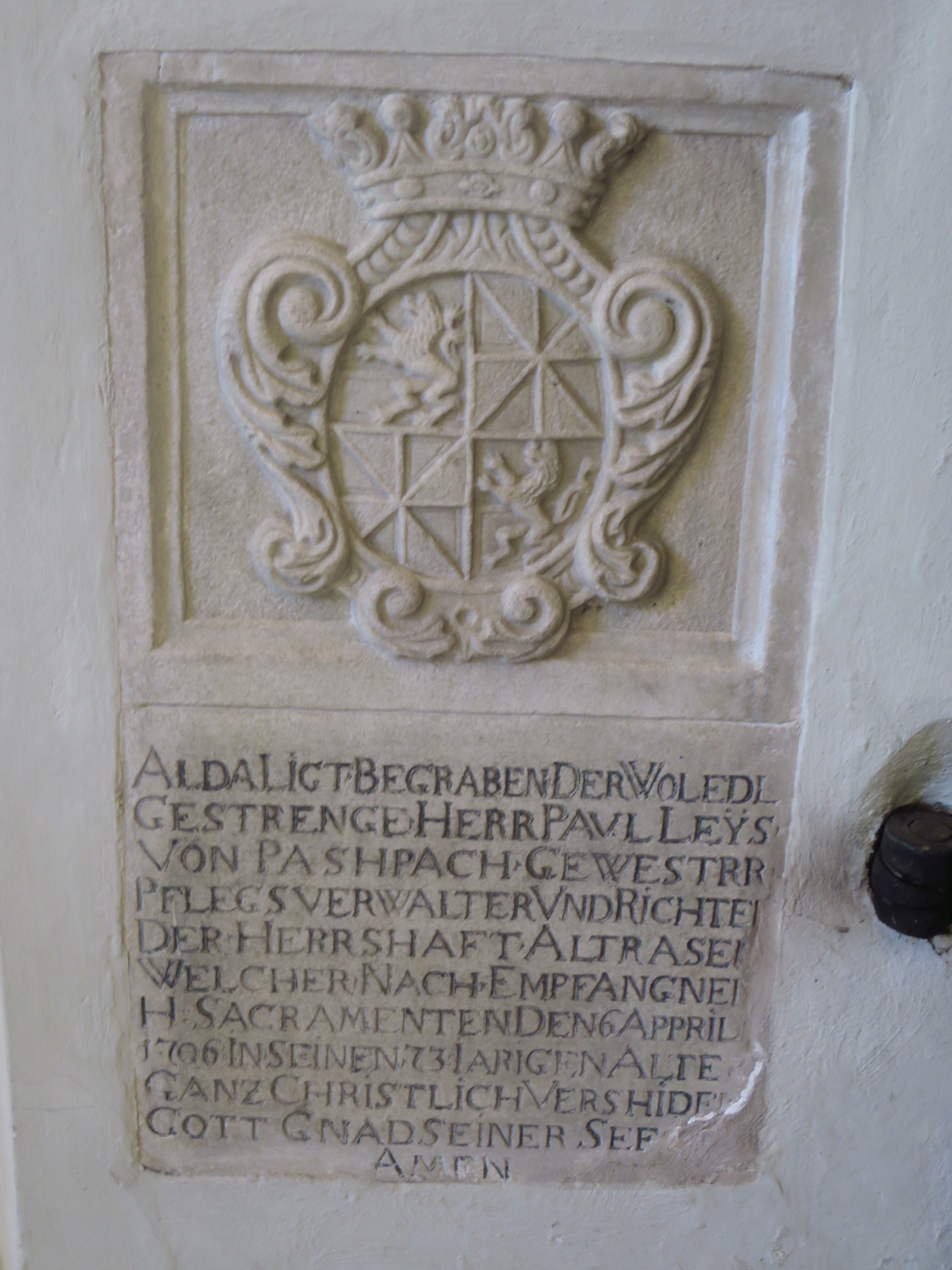
Grabstein